# Double Dragon V: The Shadow Falls
Double Dragon V: The Shadow Falls är ett TV-spel från 1994, utvecklat av Leland Interactive Media. Medan tidigare spel varit sidscrollande, är detta spel ett man mot man-fightingspel baserat på den animerade TV-serien Double Dragon.

### Fotnoter
1. ↑  SNES version release data Arkiverad 4 mars 2016 hämtat från the Wayback Machine., GameFAQs. läst 23 april 2014.
2. ↑  ”Double Dragon V” (på svenska). Super Power (Solna: Atlantic) (11 1994). november 1994. Läst 23 april 2014.
3. ↑  Genesis version release data Arkiverad 30 december 2015 hämtat från the Wayback Machine., GameFAQs. läst 23 april 2014.
4. ↑  Jaguar version release data Arkiverad 4 mars 2016 hämtat från the Wayback Machine., GameFAQs. läst 23 april 2014.